# Cryptocneminae
Cryptocneminae zijn een onderfamilie uit de infraorde krabben (Brachyura).

## Geslachten
- Cryptocnemus Stimpson, 1858
- Leucisca MacLeay, 1838
- Lissomorpha Ward, 1933
- Onychomorpha Stimpson, 1858